# Artisjus
Az ARTISJUS, teljes nevén Artisjus Magyar Szerzői Jogvédő Iroda Egyesület egy országos egyesület, a megszűnt Szerzői Jogvédő Hivatal feladatkörébe tartozó közös jogkezelés tekintetében annak jogutódja. „a zenei és irodalmi szerzői jogok közös jogkezelő szervezete” Magyarországon. Az egyesület tagjai lehetnek zeneszerzők, szövegírók, irodalmi szerzők és zeneműkiadók. Az egyesület alapította az Artisjus Zenei Alapítványt, ami azonban az Artisjustól függetlenül működik.
Az Artisjus bevétele 2011-ben 9,5 milliárd forint volt, ebből 110 millió származott az internetes közlések utáni jogdíjbefizetésből.

## Jogdíjbevételei
Az Artisjus jogdíjakból befolyó bevételeit (a működési költségek levonása után) a szerzőknek és a zeneműkiadóknak fizetik ki. A művek felhasználása után szerzői jogdíjat kell fizetni az Artisjusnak az alábbi esetekben:
- Nyilvános előadás (üzletek, vendéglátóhelyek, kereskedelmi szálláshelyek, koncertek és egyéb rendezvények)
- Nyilvánossághoz közvetítés (rádiók, televíziók, simulcasting és webcasting, internetes felhasználás)
- Hangfelvétel-kiadás
- Üres hang- és képhordozók (audio- és videókazetta, CD, DVD, egyéb optikai lemezek, memóriakártyák, merevlemezek, pendrive-ok, beépített tárolóegységgel rendelkező felvevő-lejátszó készülékek)[8][9]

## Története
Az Artisjus a jogelődjének tekintett Zeneszerzők Szövetkezete (teljes nevén: Magyar Szövegírók, Zeneszerzők és Zeneműkiadók Szövetkezete) 1907-es megalakulásáig vezeti vissza történetét.
Elnökei: 
- Herzfeld Viktor (1907–1918)
- Hubay Jenő (1918–1919)
- Huszka Jenő (1919–1944)
- Sándor Jenő (1944)
- Heltai Jenő (1945–1952)
- Kadosa Pál (1953–1956; 1958–1983)
- Bölöni György (1956–1958)
- Petrovics Emil (1983–1987; 1991–1999)
- Lendvay Kamilló (1987–1991)
- Bródy János (1999–2012)
- Victor Máté (2012–2014)
- Madarász Iván (2014–2022)
- Németh Alajos (2022–)[11]

## Vitás ügyei
Az Artisjus 2013-ban emelte a jogdíjait, melyeknek mértékét kifogásolta például a Magyar Szállodák és Éttermek Szövetsége, indokolatlannak tartva az összeget, mivel 2008 óta 18%-kal emelkedtek a díjak, miközben a szállodák szobafoglalásai stagnálnak.
Az Artisjus jogvitába keveredett a Cloud Casting-gal, hogy ez utóbbi a saját zenéit szolgáltathatja-e a közös jogkezelőnek fizetett jogdíj nélkül.
Egy perzsa étterem is kénytelen fizetni az Artisjus-nak, annak ellenére, hogy  csak iráni zenét játszanak.
Az Artisjus díjai miatt Magyarország területén az üres adathordozók árai sokkal magasabbak a szomszéd országokéhoz képest, emiatt Alkotmánybírósági panaszt nyújtottak be magánszemélyek. Az Artisjus álláspontja erről :  "ez a díj lehetővé teszi, hogy a vásárlók magáncélra szabadon készíthessenek művekről másolatokat. Vagy, ha úgy tetszik, a magánmásolási díj „legalizálja” a magáncélú másolatokat.
Az Alkotmánybíróság egy panasz folytán már foglalkozott azzal a kérdéssel, hogy az üres hordozó díjra vonatkozó jogszabályi rendelkezések sértik-e az Alkotmányba foglalt „ártatlanság vélelmének” elvét. A 124/B/2004. AB határozat szerint „(…) nem egy jogellenesen okozott kár kompenzálását célzó kártérítésről, hanem jogszerűen okozott vagyoni hátrány kiegyenlítéséről van szó, melynek eszköze az ’átalány-díjazás’. Így az üres-kazetta jogdíj semmiképp sem tekinthető szankciónak, kiváltképp nem az indítványozó által említett ’kollektív büntetés’-nek…”"